# والتر ماكنزي
والتر ماكنزي هو جراح كندي، ولد في 17 أغسطس 1909 في Glace Bay ‏ في كندا، وتوفي في 15 ديسمبر 1978 في إدمونتون في كندا.